# 독일계 나미비아인
독일계 나미비아인(독일어: Deutschnamibier)들은 남부 아프리카의 나미비아에 거주하는 독일인들을 말한다. 그들은 19세기 말 나미비아가 독일의 식민지가 되자 이민한 독일인의 후손이다. 인구는 나미비아 전체 인구의 약 1%(15,000~20,000명) 정도로 추정된다. 
1990년까지 독일어는 영어, 아프리칸스어와 함께 나미비아의 공용어였다. 그들은 대체로 빈트후크를 비롯해 스바코프문트, 뤼데리츠 같은 도시에 산다.

## 같이 보기
- 나미비아의 독일어